# 巴奇卡托波拉

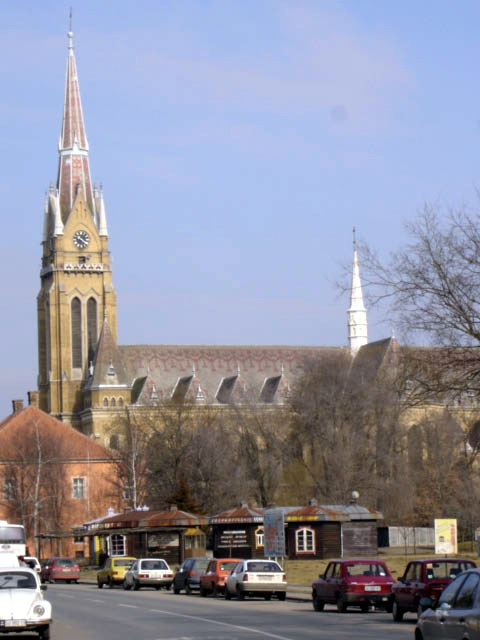

巴奇卡托波拉是塞爾維亞的城鎮，由北巴奇卡州負責管轄，位於該國北部，距離首府蘇博蒂察45公里，面積105平方公里，海拔高度110米，2011年人口14,596。

## 外部連結
- Demokratska stranka, opštinski odbor Bačka Topola
- Official site
- History of Bačka Topola （页面存档备份，存于） （匈牙利文）
- Crveni krst Bačka Topola （页面存档备份，存于）

45°48′56.87″N 19°38′20.88″E / 45.8157972°N 19.6391333°E